# Ilha Itaguaçu
A Ilha Itaguaçu é uma ilha situada na baía de Babitonga, no litoral norte do estado de Santa Catarina, no Brasil. 

## Topônimo
"Itaguaçu" é um termo de origem tupi que significa "pedra grande", pela junção de itá (pedra) e gûasu (grande).